# Очуша
Очуша (болг. Очуша) — село в Болгарии. Находится в Софийской области, входит в общину Костенец. Население составляет 69 человек (2022).

## Политическая ситуация
Очуша подчиняется непосредственно общине и не имеет своего кмета.
Кмет (мэр) общины Костенец — Иво Димитров Тодоров (Граждане за европейское развитие Болгарии (ГЕРБ)) по результатам выборов в правление общины.